# Apnea (medicina)
|  | Per a altres significats, vegeu «Apnea». |

Una apnea (que significa manca de respiració) ve definida pel cessament complet del senyal respiratori (mesura per termistor, cànula nasal o neumotacògraf) d'almenys 10 segons de durada.